# Sławomir Mrożek
Sławomir Mrożek (Borzęcin, 29 giugno 1930 – Nizza, 15 agosto 2013) è stato un drammaturgo e scrittore polacco.
Scrittore abilissimo di feuilleton satirici, comincia a scrivere per il teatro dal 1958. È un tipico rappresentante di quegli intellettuali che assistono al disfacimento culturale. Il suo è un teatro palesemente lontano dalla vita quotidiana: "Qualsiasi cosa si svolga sulla scena ha un inizio e una fine, e soprattutto non ha alcuna conseguenza: l'esatto opposto di quanto accade nella realtà, dove ogni azione ha effetti che più si allontanano, meno sono prevedibili, tanto da risultare imponderabili" (Sławomir Mrożek, Teatro e realtà, in "Dialog", 1989). Spesso visto come un drammaturgo del "teatro dell'assurdo" caratteristica che è vera solo per la sua primissima produzione. Nel tempo si avvicinerà sempre più alla poetica di Witkiewicz e Gombrowicz.

## Controversia

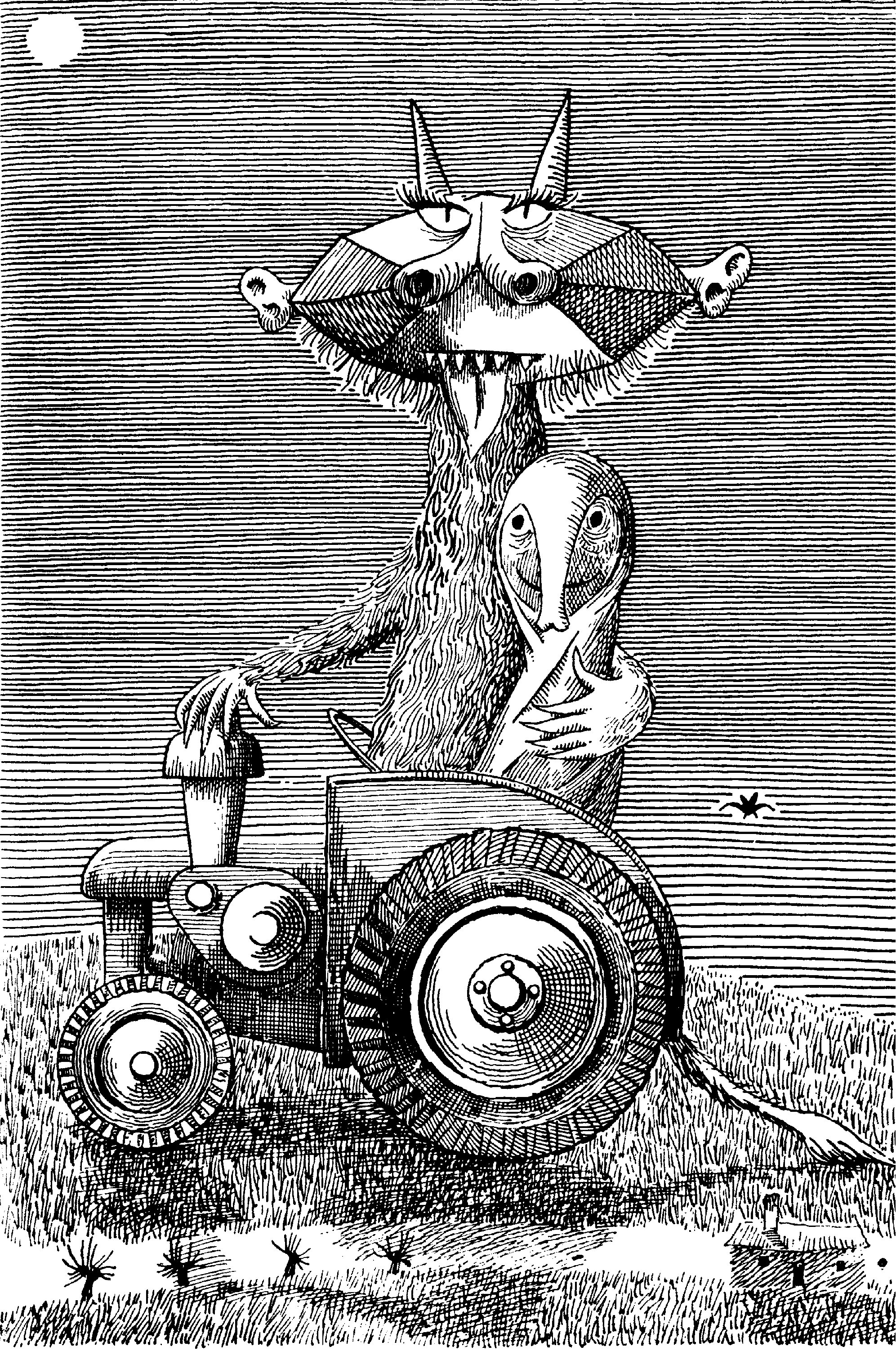
una illustrazione di Daniel Mróz per il libro di Mrożek Słoń

Nel 1953, durante il regime stalinista in Polonia, Mrożek fu uno dei tanti firmatari di una lettera aperta alle autorità polacche che partecipava alla campagna di diffamazione dei sacerdoti cattolici di Cracovia, su tre dei quali pendeva una condanna a morte (ma mai eseguita) da parte del governo comunista dopo essere accusati senza fondamento di tradimento.

## Opere
- La casa sulla frontiera
- Il tacchino
- Słoń (L'elefante) 1957 - raccolta di racconti brevi
- Trilogia: In Alto Mare, Strip-Tease, Karol 1961 - drammaturgia
- La Polizia 1963
- Tango (Tango) 1964 - drammaturgia
- Rzeźnia (Il Macello) 1973 - drammaturgia
- Emigranci (Emigranti) 1974 - drammaturgia
- Garbus (Il Gobbo) 1975 - drammaturgia
- Wyspa róż (L'isola delle rose) 1975 - sceneggiatura
- Amor (Amore) 1978 - sceneggiatura
- Pieszo (A piedi) 1980 - drammaturgia
- Letni dzień (Giorno d'estate) 1983 - drammaturgia

## Riconoscimenti
- 1962 - Premio Kościelski
- 1972 - Premio di Stato austriaco per la letteratura europea
- 1987 - Premio Franz Kafka della città di Klosterneuburg
- 2006 - Premio Samuel Bogumil Linde
- 2010 - Premio Pen Club polacco Jan Parandowski
- 2011 - Nagroda Literacka Nike per Dziennik 1962–1969